# إليزابيث بوست
إليزابيث بوست (بالإنجليزية: Elizabeth Post)‏ هي كاتِبة أمريكية، ولدت في 7 مايو 1920 في إنغلوود في الولايات المتحدة، وتوفيت في 24 أبريل 2010 في نيبلز في الولايات المتحدة.